# E venne il tempo di uccidere
E venne il tempo di uccidere è un film western italiano del 1968, diretto da Enzo Dell'Aquila.

## Trama
California. Per cercare di mettere fine alla guerra tra alcune bande criminali, un giovane sindaco prova a richiamare all'azione uno sceriffo alcolizzato, perché lo aiuti nell'impresa.